# Поднестровье

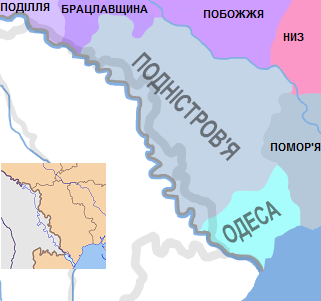
Карта земли Поднестровье

Поднестровье (укр. Подністров'я) — историческая область на Украине, административно-территориальная единица высшего уровня (земля) Украинской Народной Республики в 1918 году, занимавшая терреиторию между Южным Бугом и Днестром. Поднестровье охватывает несколько современных областей Украины: север Одесской области, северо-запад Николаевской, крайний юг Винницкой областей Украины, а также Приднестровье.

## Историческая область

### Название
В историографии географический термин Поднестровье употребляется относительно ныне украинских территорий, которые находились в составе Австро-Венгрии — Галиция и Лодомерия и Буковина. Авторы ЭСБЕ в конце XIX века пишут о Поднестровье в контексте Подольской земли там, где летопись использует термин Понизье, то есть не включая сюда бассейн верхнего Днестра с Галичем.

### Древний мир
В 600 году до н. э. на западном берегу Днестровского лимана, выходцами из Милета был основан древнегреческий город Тира. Это был город-государство, представляющий собой рабовладельческую демократическую республику. Город погиб при нашествии гуннов в 376 году.
Поднестровье в первой половине I тыс. н. э. было контактной зоной, между народами Центральной, Северной и Юго-Восточной Европой и античным миром Причерноморья и Средиземноморья. В результате миграции, начинается проникновение сарматских племен, заселивших Поднестровье в III—IV веках.
Среди славянских племён было развито бронзолитейное дело. В селище Бернашовка, в Винницкой области, исследовавшейся в 1977—1978, 1987, 1989—1995 годах в ходе археологических раскопок обнаружена литейная форма для изготовления фибул.

### Средние века
Готский историк Иордан, живший в VI веке, писал, что Днестр течёт по славянской земле и разделяет славян на две большие группы: анты и склавины. Древнерусский летописец Нестор в «Повести временных лет», пишет, что в Поднестровье жили восточные славяне уличи и тиверцы. Степную часть Поднестровья, примыкающую к Чёрному морю, населяли тюркские и болгарские племена.
Историю заселения Поднестровья в Средних веках условно можно разделить на два этапа. Первый этап в IX—XI веках — начало заселения и формирования укреплённой линии. C середины X века в Поднепровье[уточнить] стали работать мастера, изготовлявшие украшения на основе подунайских прототипов и с применением техник, привнесённых из Дунайского региона (см. Великая Моравия). Второй этап — XII-XIII века, вхождение территории в состав Галицкого, а затем объединённого Галицко-Волынского княжества. В районе среднего течения реки Днестр, древнейшее древнерусское укреплённое городище датируется VIII веком. Левобережье Днестра малоизученно и малоисследованно. Древнейшее древнерусское городище датируется XI веком.
Территория Поднестровья в IX—XIII веках была заселена многочисленными славянскими племенами. Археологическими разведками на левом берегу Днестра определены места 34 городищ и 39—40 посёлков.
Начиная с конца X века, начинается активное строительство сторожевых городищ и крепостей, которые должны были останавливать нападения кочевников, защищать население и торговый путь, проходящий по реке Днестр. Массовое строительство городищ начинается во времена правления галицких князей: Владимир Володаревич, Ярослав Осмомысл, Даниил Романович Галицкий.
После смерти Романа Мстиславича в 1205 году, Мстислав Удалой в Поднестровье пытается образовать здесь особое княжество.
Во время монгольского нашествия на Русь, в 1240 году, Батый миновал Поднестровье, но во второй половине XIII почти весь бассейн Южного Буга признал господство монголо-татар и выплачивал им дань. Князь Даниил Галицкий делает попытки удержать Поднестровье, но не встречает поддержки у населения. Монголо-татары удерживали Поднестровье мирным путём. Об избиении людей, о массовом уводе пленных не упоминается.

### Новое и новейшее время
На территории Поднестровья в XVII и XVI веках были созданы османские эялеты Подолье и Силистра.
По Ясскому мирному договору между Российской и Османской империй заключённому в 1792 году, к Российской империи отошли земли между Южным Бугом и Днестром.

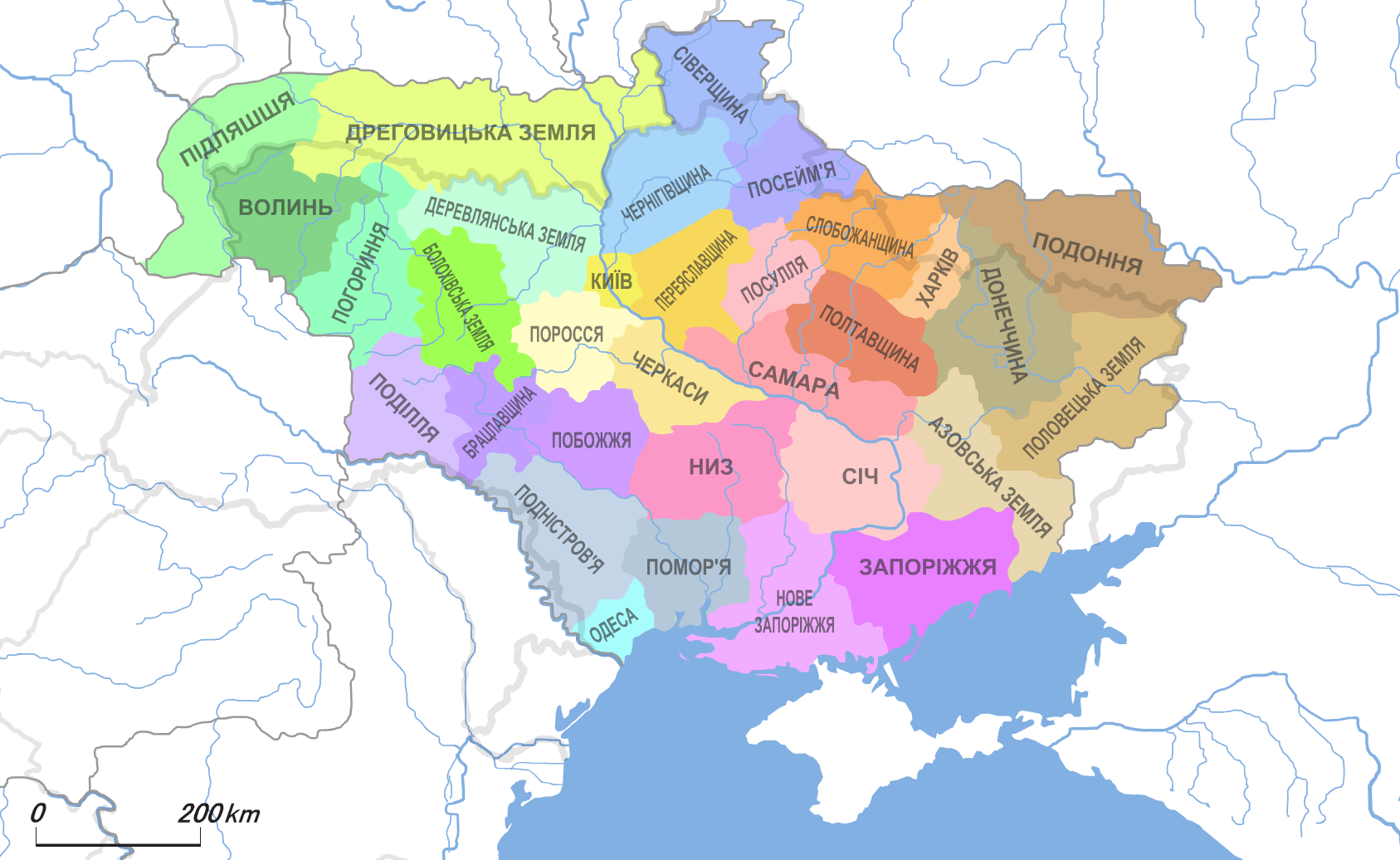
Поднестровье на карте АТД Украинской Народной Республики (Подністров’я)

Поднестровье как административная единица УНР была создана 6 марта 1918 года согласно закону «Об административно-территориальном делении Украины», который был принят Украинской Центральной радой. Центром был — город Могилёв-Подольский. К Поднестровью отошли Ольгопольский уезд, часть Ямпольского, Балтского уездов Подольской губернии. Тираспольский уезд, часть Ананьевского уезда Херсонской губернии. Упразднена 29 апреля 1918 года гетманом Павлом Скоропадским, который вернул старое административное деление времён Российской империи.

## Поднестровский диалект украинского языка
Во Львовской, Ивано-Франковской и Тернопольской областях распространён один из архаичных диалектов галицко-буковинской группы юго-западного наречия украинского языка — поднестровский диалект.